# ولکه هیدچیتسه
ولک هیدچیک (به چکی: Velké Hydčice) یک منطقهٔ مسکونی در جمهوری چک است که در Klatovy District واقع شده‌است.

## خصوصیات
ولک هیدچیک ۵٫۱۲ کیلومترمربع مساحت و ۲۲۹ نفر جمعیت دارد و ۳۴۳ متر بالاتر از سطح دریا واقع شده‌است.